# 軍鳩

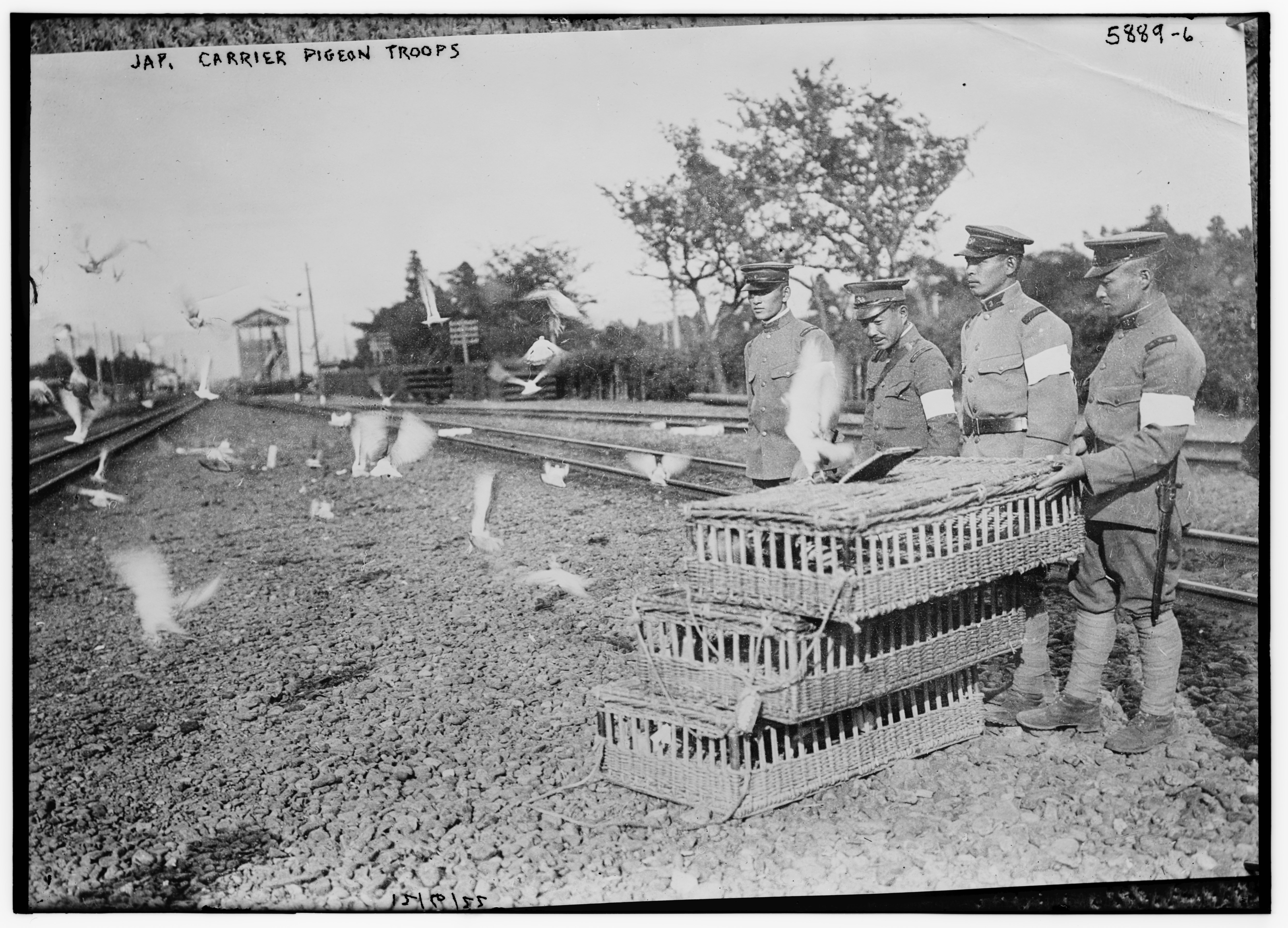
日本軍の軍鳩部隊（ジョージ・グラントハム・ベイン・コレクション、1922年とされる）

軍鳩（ぐんきゅう、英: War pigeon）は、軍隊で使用される鳩。伝書鳩として使われ、無線が普及していない時代の重要な伝達手段だった。特に帰巣性が強く、方向転換に優れている鳩が使用された。

## 19世紀
普仏戦争においてプロイセン王国軍がパリを包囲した1871年、フランス側は熱気球を用いて敵包囲線の外に搬送した伝書鳩にマイクロフィルム化した数百通のメッセージを託し、遠くはロンドンからパリ市内へ運び込んだ。この方法で4ヶ月に及ぶ包囲戦で送られたメッセージは数百万通に達した。
日本では、19世紀末の1899年（明治32年）に中国より輸入されて研究が始まり、その後、陸軍がドイツ、フランス、ベルギーなどからも輸入して通信目的で飼われ、のちの日中戦争でも活躍した。

## 第一次世界大戦
第一次世界大戦が始まると、軍鳩は広範囲にわたって用いられるようになった。フランス陸軍は軍備増強とともに鳩の小屋を増やしていき、マルヌ会戦が勃発した1914年当時は、72の鳩小屋を保有していた。
一方、米陸軍通信隊はフランスにおいて600羽もの鳩を使っていた。それらの伝書鳩のなかでもシェール・アミと名付けられた鳩は、ヴェルダンの戦いにおいて12通の重要機密書類を運び活躍したとして、フランスとベルギーにおける軍事功労章であるクロワ・ド・ゲール勲章を受賞した。さらにシェールは1918年10月、何者かにより翼を撃ち抜かれたものの重要な伝達を運んでくるというミッションを完遂した。その伝達はアルゴンヌの戦いにおいてドイツ軍の包囲下(失われた大隊(第一次世界大戦))にあった第77歩兵師団の兵員約200名の安否に関わるという重大なものだった。メッセージを入れたカプセルをつけた足も損傷していたという。ちなみに当時の軍隊では敵の軍鳩を撃ち落とすために散弾銃が配備されていた。
日本海軍でも大正年間に能登呂 (水上機母艦)により、海上および航空機から放鳥する運用試験が行われていた記録が残る。

## 第二次世界大戦以降

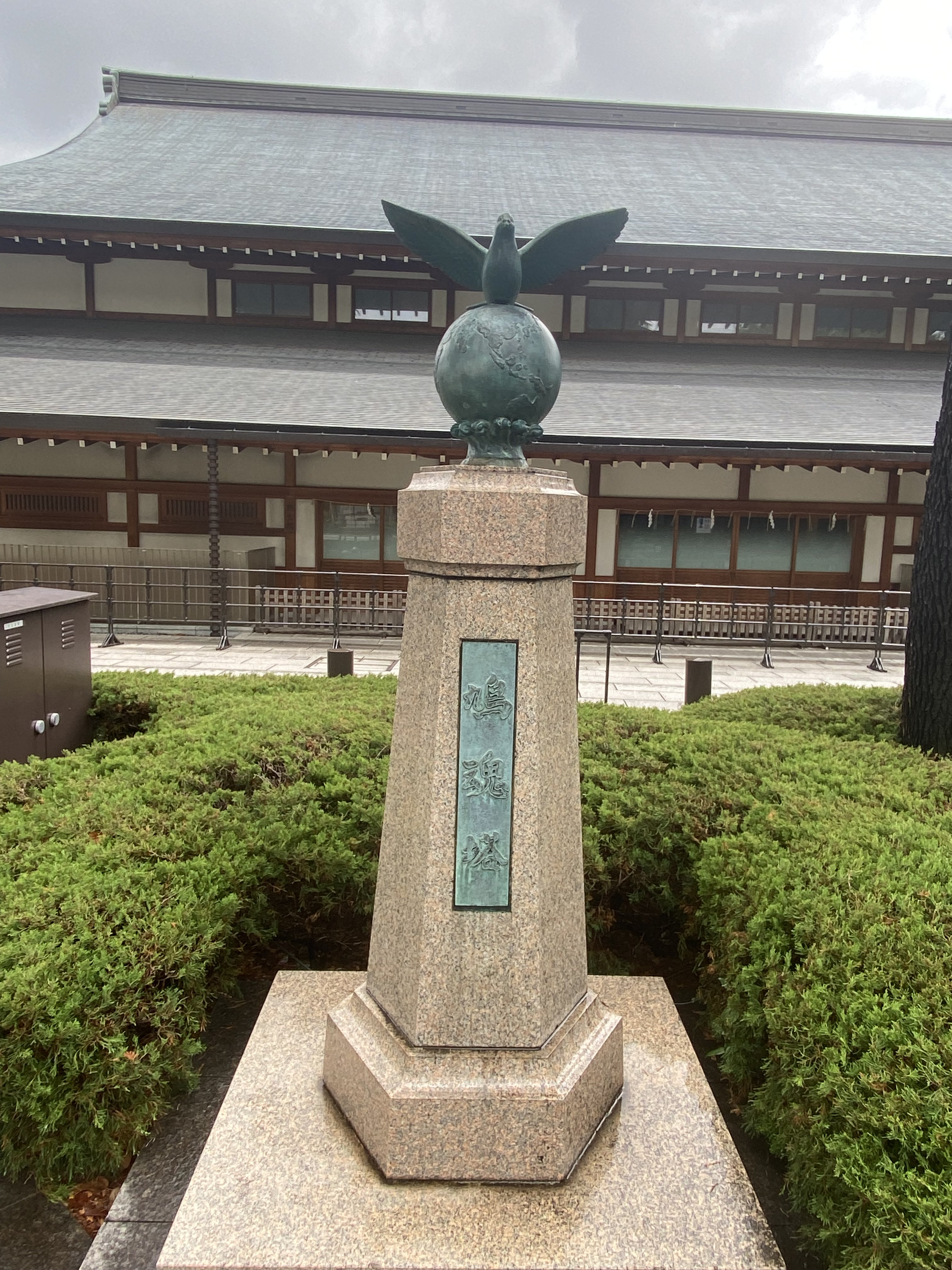
靖国神社にある鳩魂塔

第二次世界大戦のころには、イギリスはすでに25万羽もの軍鳩を使っており、そのうち32羽に、戦争で活躍したかなり高い知能を持つ動物に与えられるディッキンメダルが授与された。そこでイギリスは空軍省（現在の英国防省国防会議空軍委員会）における｢鳩部隊｣の導入を行い、以後これを保持することを決定した。そこでイギリスの軍鳩作戦委員会は、伝書鳩の軍需目的での使用について、決定事項を発表した。以下は、委員長のリー・レイナー（Lea Rayner）が1945年に声明した文章の一部である。
- ｢我々は今、空が安全なときに鳩を的確に運ばせて帰巣させる訓練を行うことができる。例えると、バクテリアをも正確な場所に運ぶことができるような訓練である｣
- ｢爆薬や生物兵器の高性能化に応じて、それらの能力について密に調査・究明すべきであると私は考える｣
- ｢1000羽の鳩にそれぞれ2オンスずつのカプセル型爆薬を装着しておき、それらが飛び立てば鳩はみな危険物としての扱いとなるだろう｣

しかしこの案は委員会にて否決され、結局1948年にイギリス軍が伝書鳩の軍事的使用を中止することを表明した。またイギリス情報局保安部においてはさらに軍鳩の使用を継続していたが、1950年までに100羽の伝書鳩を一般市民による飼育に委任することとなった。

## その他
- ハンナ・バーベラ・プロダクションが製作したテレビアニメアニメシリーズ・スカイキッドブラック魔王に、ポッピーと呼ばれるアメリカの機密文書を持った軍鳩が登場した。
- キャプテン・ブラックアダーがMCを務めるブラックアダー・ゴーズ・フォース（w:Blackadder Goes Forth）というBBCが製作したテレビ番組の中で、メルケットという登場人物が飼っている最愛の軍鳩｢スペックルド・ジム｣がブラックアダーによって射撃の実験台となったことがあった。激怒したメルケットは、軍法会議中にブラックアダーを｢フランダーズの鳩殺し｣とレッテルを張ったという。
- 2005年に、第二次世界大戦中の軍鳩たちを主題にしたヴァライアントというイギリスのコンピューターアニメが発売された。
- 第二次世界大戦のノルマンディー上陸作戦を描いた映画「史上最大の作戦」にて、劇中、戦場たるナチス・ドイツ領フランスノルマンディー海岸の戦場で、軍鳩を空に放つイギリス軍将兵が描かれている。
- プロジェクト鳩という鳩を使ってミサイルを誘導する計画があった。
- 16世紀ドイツの軍マニュアルに、猫と鳩の背にロケットを背負わせ城目掛けて飛ばし火計にする計画が書かれていた[2][3]。
- 鳩の飼育は通信隊が行っていた。映画「まぼろしの市街戦」の主人公は伝書鳩の飼育を担当するイギリス軍の通信兵である。